# Arturo Finadri
Arturo Finadri (Brescia, 29 agosto 1856 – Brescia, 18 maggio 1924) è stato un avvocato, notaio e politico italiano, sindaco facente funzione di Brescia dal 1882 al 1883.

## Biografia
Nacque a Brescia il 29 agosto 1856 da Pietro Finadri e Luigia Bonalda. Vicino al club dei liberali progressisti di Giuseppe Zanardelli, entrò nell'amministrazione del quotidiano La Provincia di Brescia, organo di stampa del movimento politico. Fu eletto nel consiglio comunale cittadino e il 18 dicembre 1882 divenne sindaco facente funzione dopo le dimissioni di Antonio Barbieri che nel frattempo era diventato deputato alla Camera.
La sua esperienza da sindaco facente funzione fu di breve durata. Durante le elezioni politiche dell'ottobre 1882, i progressisti zanardelliani avevano rifiutato di concedere dei posti nelle loro liste a quei liberal moderati che avevano aderito ai principi del discorso di Agostino Depretis tenuto a Stradella. La frattura fra i liberal moderati e gli zanardelliani che ne conseguì rese instabile la maggioranza che sosteneva la Giunta Finadri. I risultati delle elezioni comunali parziali del 29 luglio 1883 non furono favorevoli al gruppo zanardelliano, per cui, durante la seduta del 31 luglio 1883, il consiglio non approvò il bilancio consuntivo dell'anno precedente. L'intera giunta interpretò il voto come gesto di sfiducia sul suo operato e decise di dimettersi. Lo stesso Finadri decise di non mantenere l'incarico di sindaco facente funzione nel periodo necessario a far eleggere una nuova giunta dal consiglio, per cui venne sostituito in tale ruolo dall'assessore all'Istruzione Pertusati.
Nel 1885, assieme a Vitaliano Gennaro, direttore de La Provincia, e ad Achille Zuanelli aprì l'Unione Tipolitografica Bresciana. In seguito fondò il giornale satirico La Luna, fu presidente dell'Unione Industriale Arti Grafiche e componente del consiglio d'amministrazione degli Orfanotrofi bresciani sotto la gestione di Paolo Cuzzetti.